# Bufonaria granosa
Bufonaria granosa is een slakkensoort uit de familie van de Bursidae. De wetenschappelijke naam van de soort is voor het eerst geldig gepubliceerd in 1884 door Martin.